# Deșteptarea (H2O)
Deșteptarea (T.O.: The Awakening) este al 53 episod din serialul australian H2O - Adaugă apă.

## Distribuția
- Rikki Chadwick - Cariba Heine
- Cleo Sertori - Phoebe Tonkin
- Bella Hartley - Indiana Evans
- Lewis McCartney - Angus McLaren
- Zane Bennet - Burgees Abernethy
- Will Davis  - Luke Mitchel

## Sinopsis
Când Emma este plecată să facă o excursie în jurul lumii cu părinții ei, Cleo și Rikki sunt forțate să se lupte cu problemele lor singure. Noul venit, Will, a dat drumul la o forță puternică pe Insula Mako, forță care face ca apa să se întoarcă împotriva lor. Bella recunoaște că este o sirenă după ce Rikki este atacată de apă. Cleo și Rikki o acceptă pe Bella în grupul lor, după ce ea explică că a fost sirenă de la nouă ani și că are puterea să transforme apa în gelatină. Între timp, Zane are o surpriză pentru Rikki: vechea cafenea ,,Juice Net Cáfe" este transformată și numită în "Rikki's" , șefi fiind Rikki și Zane !